# Barbariga
Barbariga is een gemeente in de Italiaanse provincie Brescia (regio Lombardije) en telt 2294 inwoners (31-12-2004). De oppervlakte bedraagt 11,4 km², de bevolkingsdichtheid is 198 inwoners per km².

## Demografie
Barbariga telt ongeveer 862 huishoudens. Het aantal inwoners steeg in de periode 1991-2001 met 13,1% volgens cijfers uit de tienjaarlijkse volkstellingen van ISTAT.
| Jaar | Inwoneraantal |
| ---- | ------------- |
| 1991 | 1927          |
| 2001 | 2180          |

## Geografie
De gemeente ligt op ongeveer 81 m boven zeeniveau.
Barbariga grenst aan de volgende gemeenten: Corzano, Dello, Offlaga, Orzinuovi, Pompiano, San Paolo.